# Gislaved (Gemeinde)
Koordinaten: 57° 18′ N, 13° 33′ O

Gislaved ist eine Gemeinde (schwedisch kommun) in der schwedischen Provinz Jönköpings län und der historischen Provinz Småland. Der Hauptort der Gemeinde ist Gislaved.

## Geographie
In der Gemeinde gibt es 388 Seen, die größten davon sind Bolmen, Fegen, Majsjön und Nissasjöarna. Der Fluss Nissan fließt durch die Gemeinde in Richtung seiner Mündung bei Halmstad.

## Geschichte
Im Zuge der Kommunalreform von 1974 wurde die Gemeinde aus den sechs Gemeinden Anderstorp, Burseryd, Gislaved, Reftele, Villstad und Södra Mo gebildet.

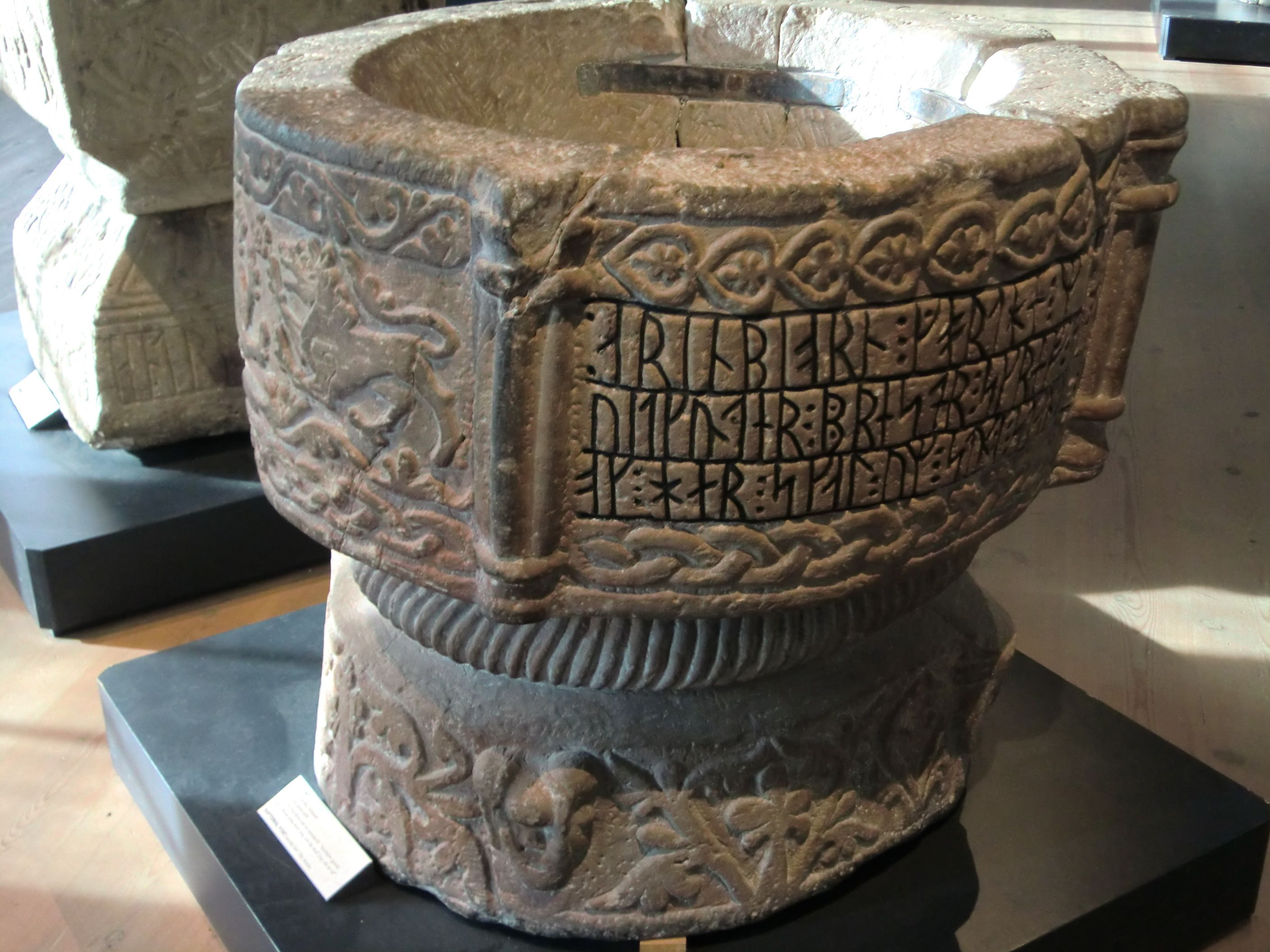
Taufbecken von Burseryd mit Runeninschrift

## Orte
Alle diese Orte sind Ortschaften (tätorter):
- Anderstorp
- Broaryd
- Burseryd
- Gislaved
- Hestra
- Reftele
- Skeppshult
- Smålandsstenar mit dem Gräberfeld Smålandsstenar